# Amy Rodriguez
Amy Joy Rodriguez, mais conhecida como Amy Rodriguez (Elk Grove Village, 17 de fevereiro de 1987), é uma futebolista norte-americana que atua como atacante. Atualmente (2018), joga pelo FC Kansas City.